# Numa Baragnon
Numa Pierre Joseph Baragnon (* 4. Oktober 1797 in Nîmes; † 23. September 1871 ebenda) war ein französischer Politiker. Er war 1854 bis 1857 Abgeordneter der Nationalversammlung.
Baragnon stammte aus einer bürgerlichen Familie aus Nîmes. 1821 wurde er als Anwalt zugelassen und 1830 zum Bâtonnier. Im selben Jahr zog er in den Präfekturrat ein, wo er bis zu seinem Einzug ins Parlament blieb. 1844 wurde er Ritter der Ehrenlegion, acht Jahre später zum Offizier. Nachdem er 1854 ins Parlament gewählt worden war, gehörte er den gemäßigten Bonapartisten an.